# Teio
Teio (Teo) é um município (concello em galego) da província da Corunha, Galiza, no noroeste de Espanha. Pertence à comarca de Santiago, tem 79,3 km² de área e em 2021 a população do município era de 18 778 habitantes (densidade: 236,8 hab./km²).

## Geografia
A sede do concelho, Ramalhoça, encontra-se 10 km a sul de Santiago de Compostela e  15 km a nordeste de Padrón (distâncias por estrada). O município é percorrido pelo Caminho Português de Santiago. A parte norte é é relativamente plana, enquanto que a sul, perto ao rio Ulla há diversos cumes, como a  Pena Agrela (410 m), Alto de Montouto (339 m) e o monte da Pulga (373 m). Os terrenos mais próximos do rio estão a uma altitude de menos de 100 metros, enquanto que na zona da Ramalhoça a altitude é cerca de 50 metros acima do nível do mar.
| Concelhos limítrofes de Teo |                              |                        |
| Brión, Ames                 | Ames, Santiago de Compostela | Santiago de Compostela |
| Rois                        |                              | Vedra                  |
| Padrón                      | A Estrada                    | A Estrada              |

O concelho divide-se em 13 paróquias civis:
- Bamonde (Santa María)
- Cacheiras (San Simón de Ons)
- Calo (San Xoán)
- Lampai (Santa María)
- Lucí (Santa Mariña)
- Luou (Santa María)
- Oza (Santa Baia)
- Rarís (San Miguel)
- Recesende (San Xoán)
- Reis (San Cristovo)
- Teo (Santa María)
- Os Tilos (San Francisco de Asís)
- Vilariño (San Tomé)

## Demografia
| 1900   | 1930   | 1950   | 1981   | 1991   | 1996   |
| 7 036  | 7 998  | 9 242  | 11 071 | 12 607 | 13 915 |
|        | 13,7%  | 15,6%  | 19,8%  | 13,9%  | 10,4%  |
| 2001   | 2004   | 2009   | 2021   |        |        |
| 15 476 | 16 428 | 17 940 | 18 778 |        |        |
| 11,2%  | 6,2%   | 9,2%   | 4,7%   |        |        |